# Vyšné Ružbachy
Vyšné Ružbachy este o comună slovacă, aflată în districtul Stará Ľubovňa din regiunea Prešov. Localitatea se află la altitudinea de 623 m deasupra n.m., se întinde pe o suprafață de 17,95 km2 și în 2017 număra 1.422 de locuitori.

## Istoric
Localitatea Vyšné Ružbachy este atestată documentar din 1329.

## Demografie
| An:                | 1994 | 2004    | 2014   | 2024   |
| ------------------ | ---- | ------- | ------ | ------ |
| Număr de persoane: | 1164 | 1296    | 1403   | 1443   |
| Diferență:         |      | +11,34% | +8,25% | +2,85% |

| An:                | 2023 | 2024   |
| ------------------ | ---- | ------ |
| Număr de persoane: | 1420 | 1443   |
| Diferență:         |      | +1,61% |